# Ксантопармелія
Ксантопармелія (Xanthoparmelia) — рід лишайників родини пармелієві (Parmeliaceae). Назва вперше опублікована 1974 року.

## Будова
Фотобіонтом є водорості Trebouxia. Ці лишайники здатні руйнувати каміння, на якому зростають. Пошкоджують бітумну черепицю на дахах.
Два види цього роду внесені до Червоної книги України: Ксантопармелія загорнута, Ксантопармелія грубозморшкувата.

## Галерея

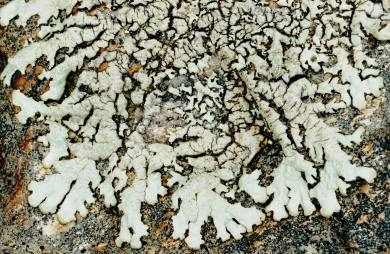
Xanthoparmelia plittii
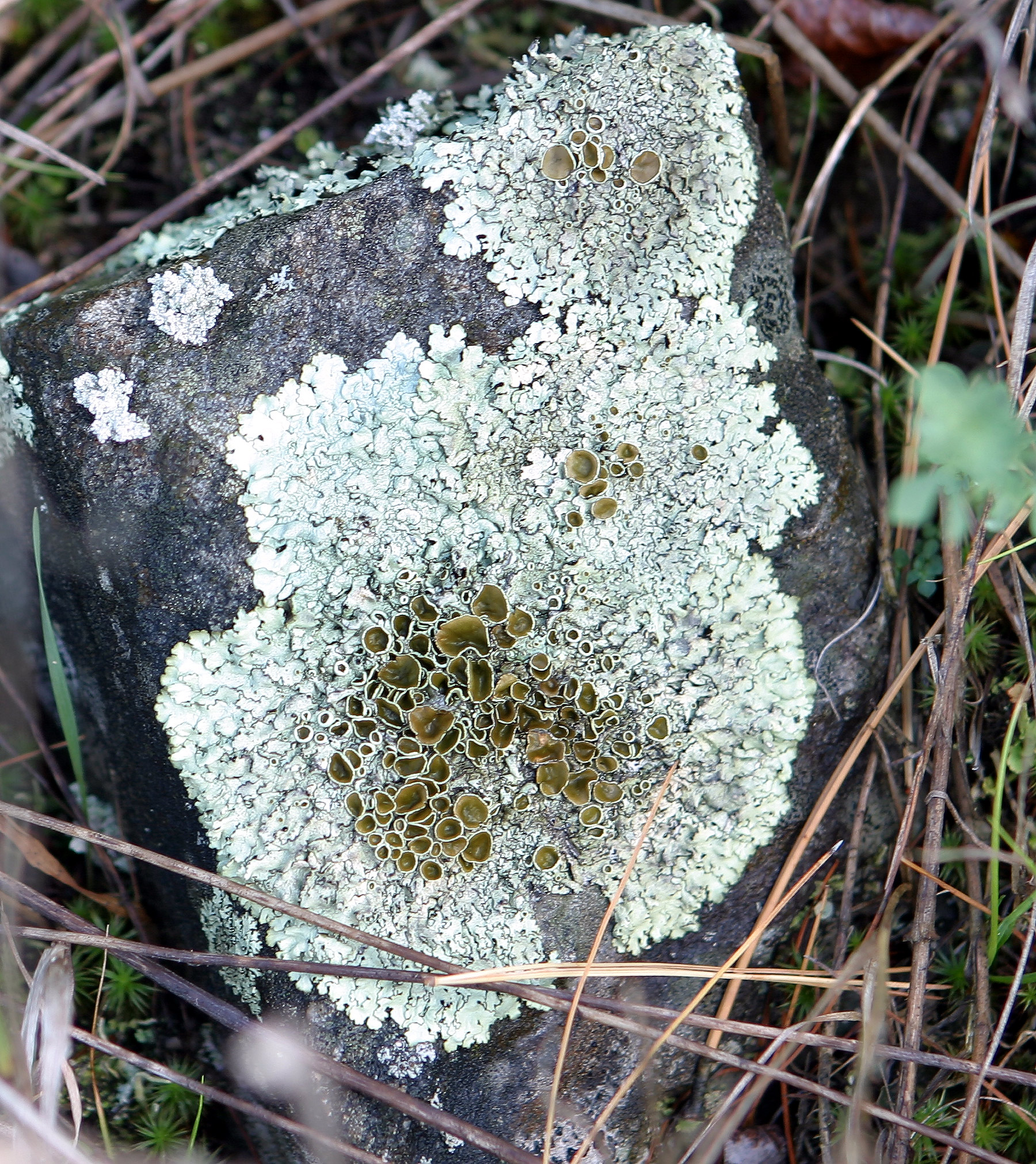
Xanthoparmelia
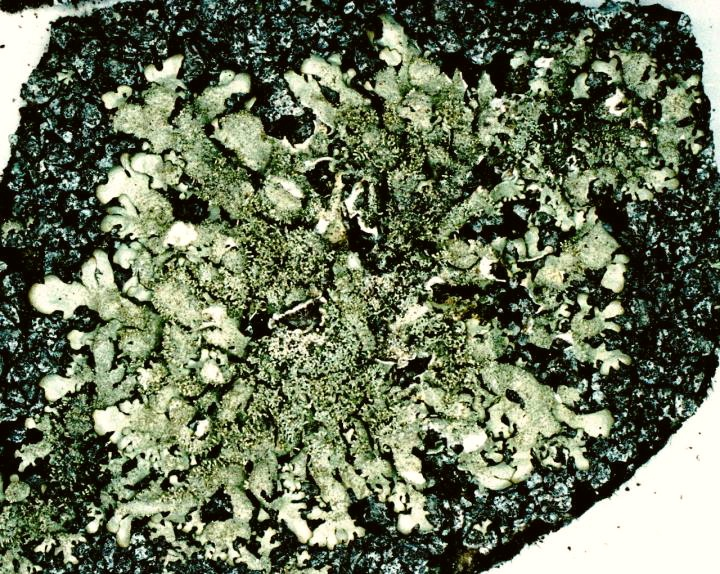
Xanthoparmelia subramigera на бітумній черепиці

## Види
База даних Species Fungorum станом на 14.11.2019 налічує 500 видів роду Xanthoparmelia (докладніше див. Список видів роду ксантопармелія).